# Mark Ørsten
Mark Blach-Ørsten (født 29. oktober 1967 i Gentofte) er en dansk medieforsker, forfatter og leder af journalistuddannelsen ved Roskilde Universitet.
Ørsten er opvokset i Holte og på Frederiksberg og blev samfundssproglig student fra N. Zahles Gymnasieskole i 1987. Han blev uddannet cand.scient.adm. fra Roskilde Universitet i 1999 på et speciale om EU. Det var også emnet, da han blev ph.d. i 2004 med afhandlingen Transnational politisk journalistik – en analyse af dansk EU-journalistik fra 1991-2000. 
Mark Blach-Ørsten debuterede som forfatter i 1994 med kriminalromanen Fædrenes Sønner, som han året efter modtog Det Danske Kriminalakademis debutantpris for. I 1997 udkom Uden ondskab og i 2000 romanen Venner og fjender. 
Han anvendes hyppigt som kommentator i medierne, blandt andet i TV 2 News' Presselogen.